# Юніон-Вейл (Нью-Йорк)
Юніон-Вейл (англ. Union Vale) — місто (англ. town) в США, в окрузі Дачесс штату Нью-Йорк. Населення — 4558 осіб (2020).

## Демографія
Згідно з переписом 2010 року, у місті мешкало 4877 осіб у 1708 домогосподарствах у складі 1337 родин. Було 1911 помешкання
Расовий склад населення:
| - 93,4 % — білих - 2,4 % — азіатів - 1,6 % — чорних або афроамериканців - 1,0 % — осіб інших рас |

До двох чи більше рас належало 1,6 %. Частка іспаномовних становила 4,7 % від усіх жителів.
За віковим діапазоном населення розподілялося таким чином: 25,0 % — особи молодші 18 років, 61,9 % — особи у віці 18—64 років, 13,1 % — особи у віці 65 років та старші. Медіана віку мешканця становила 43,6 року. На 100 осіб жіночої статі у місті припадало 98,2 чоловіків;  на 100 жінок у віці від 18 років та старших — 96,0 чоловіків також старших 18 років.
Середній дохід на одне домашнє господарство  становив 109 709 доларів США (медіана — 93 559), а середній дохід на одну сім'ю — 124 442 долари (медіана — 111 856). Медіана доходів становила 77 895 доларів для чоловіків та 51 983 долари для жінок. За межею бідності перебувало 5,0 % осіб, у тому числі 4,2 % дітей у віці до 18 років та 6,0 % осіб у віці 65 років та старших.
Цивільне працевлаштоване населення становило 2530 осіб. Основні галузі зайнятості: освіта, охорона здоров'я та соціальна допомога — 27,5 %, роздрібна торгівля — 10,1 %, будівництво — 9,2 %, транспорт — 8,5 %.